# Малу-Алб (Галац)
Малу-Алб (рум. Malu Alb) — село у повіті Галац в Румунії. Входить до складу комуни Дрегенешть.
Село розташоване на відстані 185 км на північний схід від Бухареста, 60 км на північний захід від Галаца, 144 км на схід від Брашова.

## Населення
За даними перепису населення 2002 року у селі проживали 2984 особи. Рідною мовою 2981 особа (99,9%) назвала румунську.
Національний склад населення села:
| Національність | Кількість осіб | Відсоток |
| -------------- | -------------- | -------- |
| румуни         | 2978           | 99,8%    |
| цигани         | 5              | 0,2%     |